# Tarnów (comune rurale)
Tarnów è un comune rurale polacco del distretto di Tarnów, nel voivodato della Piccola Polonia.
Ricopre una superficie di 82,81 km² e nel 2004 contava 22 676 abitanti.
Il capoluogo è Tarnów, che non fa parte del territorio ma costituisce un comune a sé.